# Anisogomphus fujianensis
Anisogomphus fujianensis är en trollsländeart som beskrevs av Zhou och Wu 1992. Anisogomphus fujianensis ingår i släktet Anisogomphus och familjen flodtrollsländor. IUCN kategoriserar arten globalt som otillräckligt studerad. Inga underarter finns listade i Catalogue of Life.